# Стикове зварювання

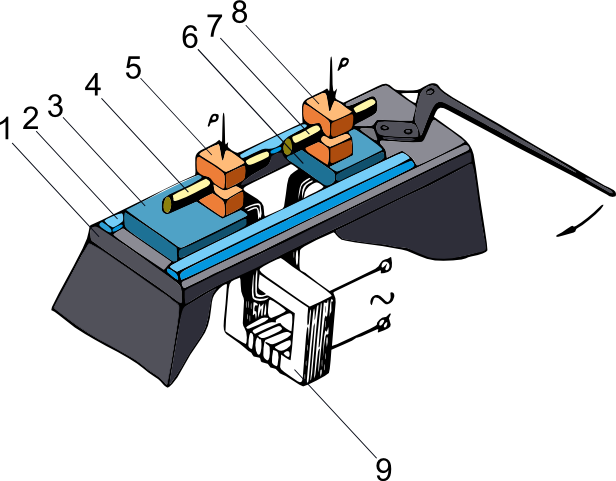
Схема машини для стикового контактного зварювання: 1 — станина машини; 2 — напрямні; 3 — нерухома плита; 4, 7 — зварні заготовки; 5, 8 — затискачі-електроди; 6 — рухома плита; 9 — зварювальний трансформатор; Р — зусилля стиснення

Стикове́ зва́рювання або стикове́ конта́ктне зва́рювання — контактне зварювання, під час якого з'єднування відбувається по стичних поверхнях з'єднуваних заготовок. Поділяють на зварювання оплавленням і зварювання опором.
При зварюванні опором торцеві поверхні деталей обробляють, деталі підводять одна до другої встик і вмикають струм. Після нагрівання металу в місці контакту до пластичного стану збільшують осьове зусилля. У стику відбувається пластична деформація, з'єднання утворюється без розплавлення металу. Цим способом не завжди вдається забезпечити рівномірне нагрівання деталей великого перетину по всій площі і досить часто видалити зі стику деталей окисні плівки. Тому стикове зварювання опором застосовують тільки для з'єднання деталей малого перетину (до 200…300 мм²): дротів, труб, прутів з низьковуглецевих сталей.

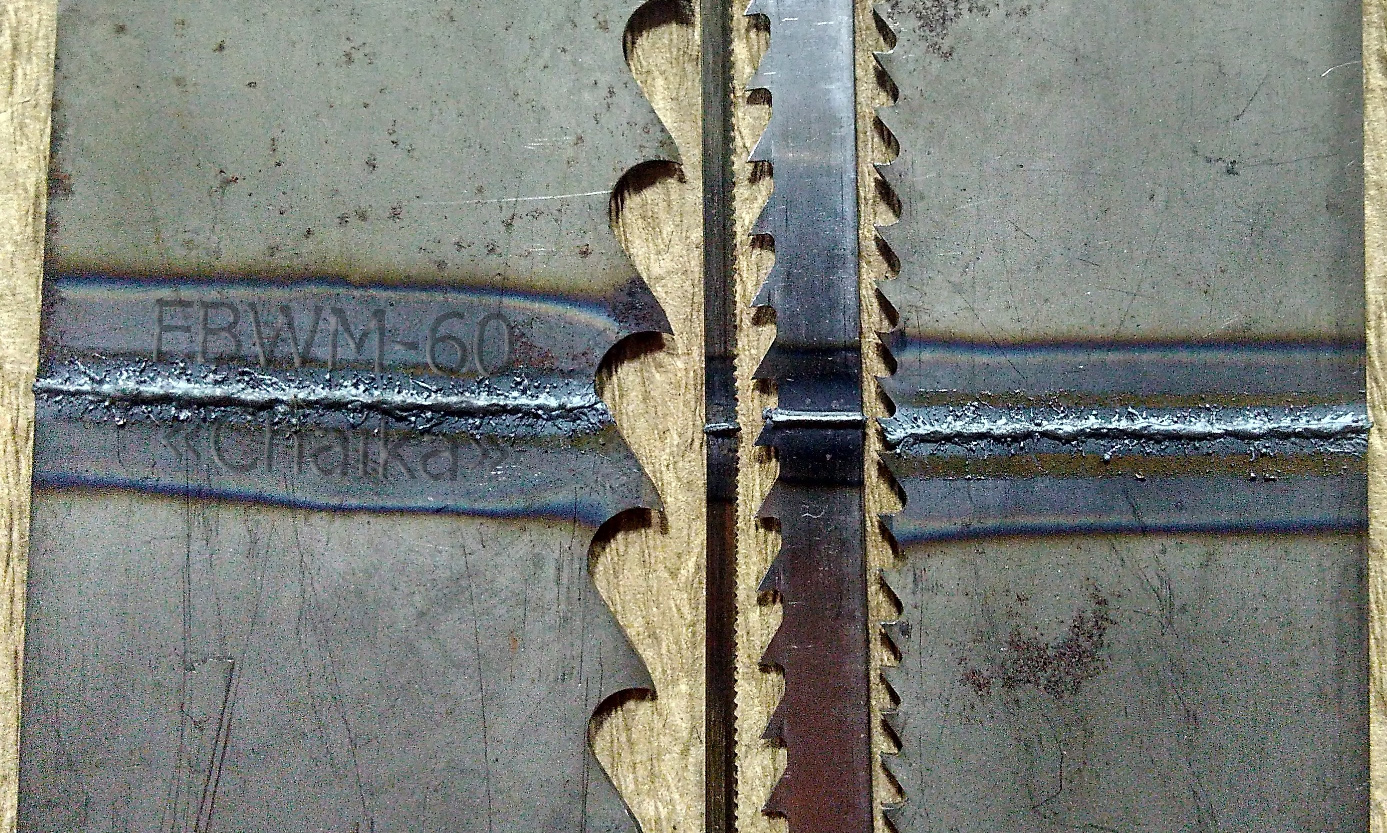
Приклад зварного шва виконаного на різних стрічкових пилах на машині контактно-стикового зварювання оплавленням FBWM-60

При зварюванні оплавленням деталі притискають одна до іншої, з дуже малим зусиллям при ввімкненому зварювальному трансформаторі. Окремі контакти поверхонь миттєво оплавляються, виникають нові контакти, які оплавляються теж. Під дією електродинамічних сил рідкі прошарки металу оплавлених контактів разом з окислами і забрудненнями викидаються зі стику деталей. Поверхні поступово оплавляються, після чого зусилля стиску різко збільшують — відбувається осадка. При цьому протягом 0,1 с через стик ще пропускають струм. Рідкий метал разом із залишковими окислами, витісняється із зони стику в ґрат — з'єднання утворюється між твердими, але пластичними поверхнями. При зварюванні оплавленням хімічно активні зони металів у місцях з'єднання захищають інертними газами.
За допомогою стикового зварювання з'єднують прути, профільний прокат, труби по всій площі їхніх торців, стрічкові пилки.